# Cassanyes
Cassanyes, dit tradicionalment Cassanyes de la Frontera (l'endònim occità és Cassanhas i el topònim oficial en francès, Cassagnes) és un municipi de la comarca de la Fenolleda, al departament dels Pirineus Orientals. Pertany al domini lingüístic occità tot i que presenta trets de transició cap al català i certa influència catalana relativament recent.

## El poble
El poble de Cassanyes es troba a 340 m d'altitud, prop de la ribera de la Teixonera, a la banda de SW del terme, format per un conjunt de cases presidides per l'església parroquial de Santa Maria, edifici refet en època moderna, amb campanar de planta quadrada.

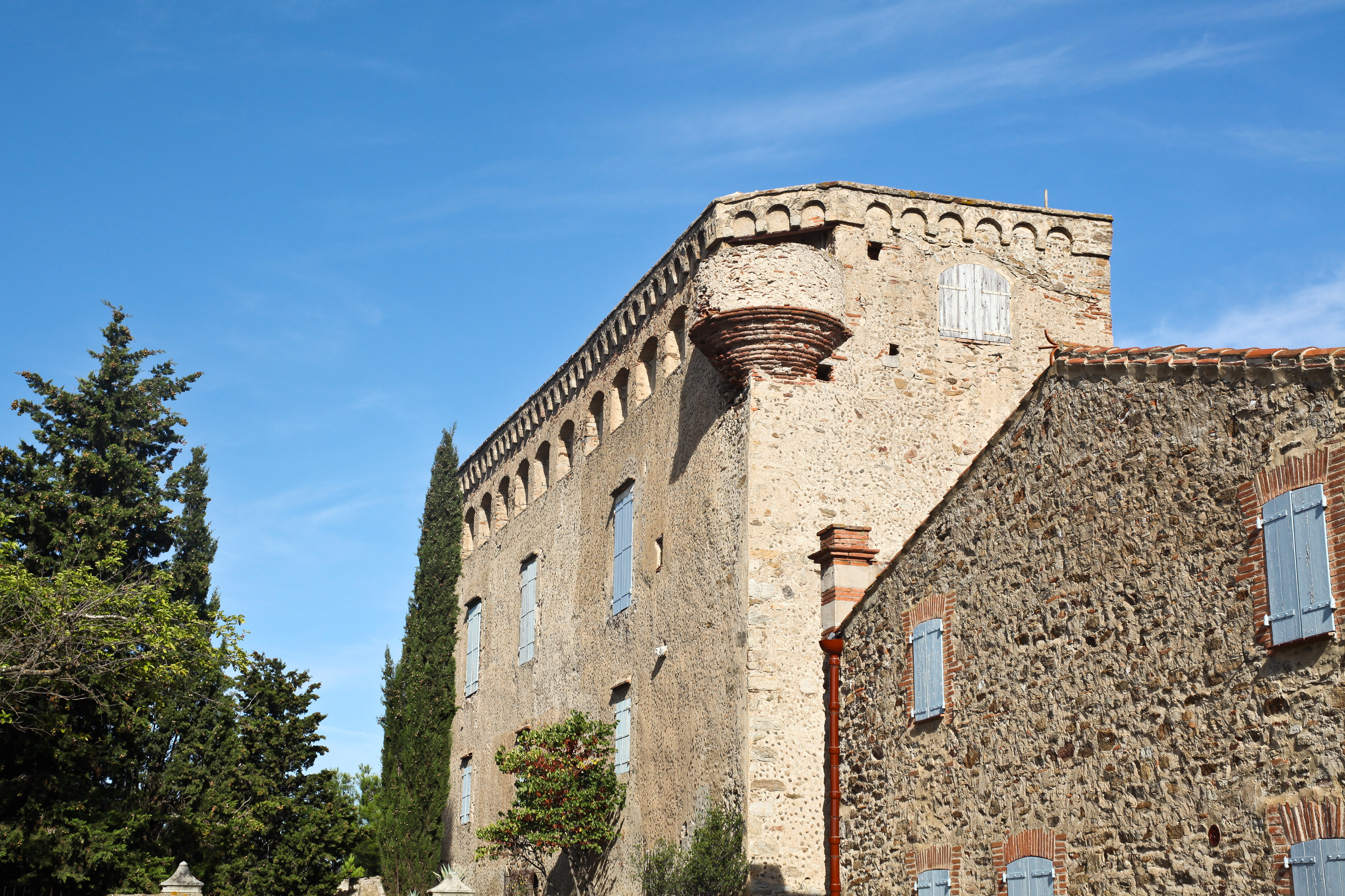
Castell de Coixós

L'antic lloc i castell de Coixós se situa a la banda NE del terme, vora la carretera a la Tor de França; resta avui un gran casal o casa forta que sembla datat dels segles xiii o XIV; és un gran domini (prop de 500 ha) i explotació vinícola (celler de 6.500 hl de capacitat) molt innovadora. Prop seu hi ha l'església de Sant Corneli i Sant Cebrià (eccl. S. Cypriani de Cuxon, el 1118; St. Corneli et St. Siprian el 1650), petit edifici de nau única i capçalera rectangular, excessivament restaurat al segle xix, que és sens dubte de l'època preromànica i es deu remuntar al segle x; recorda l'església pròxima de Sant Bartomeu de Jonqueroles (en francès Église Saint-Barthélemy de Jonqueroles), de la qual reprodueix exactament la planta (caldria restaurar-la eliminant els afegitons abusius).
Un altre antic lloc del terme era el de Pleus, que resta del topònim del bac de Pleus', a l'extrem sud-oriental del territori; segons la butlla del 1011 Sant Miquel de Cuixà i posseïa un alou (Pleucios) i una família portava aquest nom al segle xii (1154 i 1172).

## El terme
El terme municipal de Cassanyes, de 15,16 km² d'extensió, a la zona de llengua catalana (de transició a l'occità) de la Fenolleda, se situa a l dreta de l'Aglí (límit NW), al sector oriental de la comarca, ja al límit amb Rosselló. Comprèn el poble de Cassanyes i l'antic lloc i castell de Coixós. Limita amb els termes de Rasigueres, Planeses, i la Tor de França al N. Montner (E), Bellestar de la Frontera (E i S) i Caramany (W). La carretera principal és la D-17, procedent d'Estagell i de la Tor de França, que es continua vers Montalbà del Castell, i n'hi ha d'altres de menors vers els pobles veïns.

## El territori
El territori és dins els gneis del massís de l'Aglí excepte un petit sector esquitós (lloc dit la Terra Negra prop de l'Aglí.
Una petita carena muntanyosa s'eleva a migdia, al límit amb Bellestar de la Frontera i arriba als 497 m al roc del Flare i a 541 m al Picalbell i el territori es divideix en dos sector separats pel coll de l'Arca; el de ponent, on hi ha el poble i el vinyer de Cassanyes, és drenat per la ribera de la Teixonera (que aflueix a l'Aglí entre Rasigueres i Planeses), i el de llevant, amb l'antic lloc i el vinyer de Coixós, pel torrent de la Brossa (que forma el límit oriental del terme i, unit amb la ribera de Caladroer, aflueix a l'Aglí aigua avall de la Tor de França). En aquests segon sector hi ha l'ampli bosc de Coixós (alzines) i també altres claps de bosc s'estenen vora l'Aglí que discorre en una profunda vall, amb alguns claps d'alzines, pel sector més accidental del terme, tot descrivint amplis meandres.

## L'agricultura
La superfície agrícola ocupa 470 ha (en una cinquantena d'explotacions), en la gran major part destinades a la vinya (458 ha, totes de denominació d'origen controlada); hi ha petites extensions d'arbres fruiters. Hi ha una petita cooperativa d'uns 20.000 hl de capacitat.

## Història
L'any 889, el rei Odó, en una carta a favor de l'Abadia de Sant Policarp de Rasès, li confirmava possessions a Cassanyes (Cassanias). Més tard, el 954, una butlla del papa Agapit II a l'abadia de Sant Martí de Les (a la Fenolleda actualment inclosa al departament de l'Aude) mencionava, entre els béns que en depenien, <cases, vinyes i terres in villa que dicitur Cassanges>. El 1011 la butlla de Sergi IV per a Cuixà feia constar també alous que aquest monestir tenia a Cassanyes (Cassanias) i Bernat Tallaferro, comte de Besalú, al seu testament del 1021 llegava encara al seu fill Hug, entre altres béns a la Fenolleda, <tot el que tenia o podia tenir a la vila de Cassanyes>. El 1106, Hug I, vescomte de Tatzó, llegava a Santa Maria de Marcèvol dos masos de Cassanyes, habitats per Ramon Bernat i Ramon Sifred. És també possible que l'església parroquial de Santa Maria de Cassanyes correspongui a la que figura en la dotació que feu el mateix comte de Besalú, Bernat Tallaferro, el 1017 per a l'església de Sant Salvador, Santa Maria i Sant Miquel de Besalú, erigida el mateix any per Bernat VIII com a seu de l'efímer bisbat de Besalú, església situada al vescomtat de Fenollet (villaquae dicitur [Cass]Annes (?)...simul cum ipsa prrochia quem dicunt Sancta Maria).

## Geografia

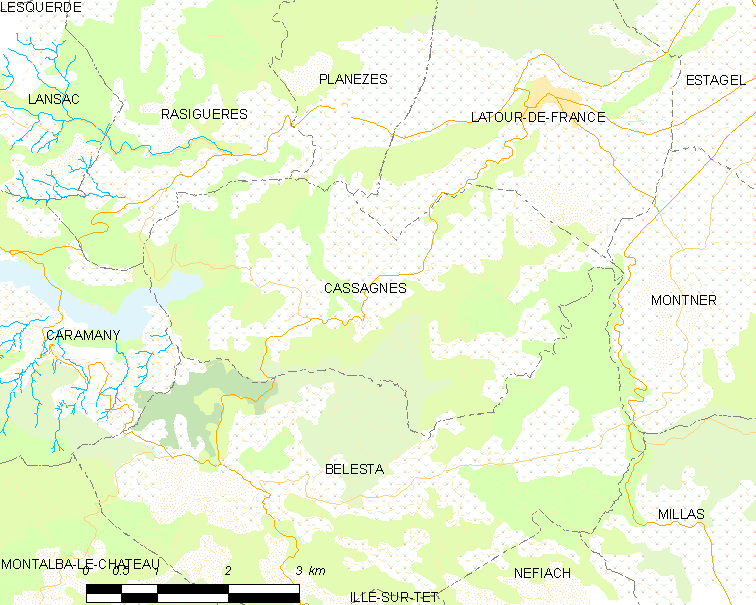
Mapa de la comuna de Cassanyes

## Administració i política

### Alcaldes
| Alcalde        | Període     |
| -------------- | ----------- |
| Claude Alibert | 2001 - 2014 |
| Francis Izart  | 2014-       |

## Demografia
La població era de 12 focs el 1317. El 1750 hi havia 200 habitants (havien emigrat vers el Rosselló, des de 1700, 7 famílies) i el 1789, 63 focs (el comú era aleshores governat per dos diputats). El 1818 havia pujat a 477 h, xifra que no es mantingué al llarg del segle xix (312 h el 1834, 374 el 1861 i 370 el 1896), tendència negativa que es mantingué fins al 1990 en que va començar a recuperar habitants fins a arribar els 246 del 2015. (vegeu gràfic)

Població 1962-2008